# Dizy (Marne)
Dizy é uma comuna francesa na região administrativa do Grande Leste, no departamento de Marne. Estende-se por uma área de 3.23 km², e possui 1.505 habitantes, segundo o censo de 2018, com uma densidade de 470 hab/km².